# August Bratfisch
August Bratfisch (* 24. Februar 1883 in Metz; † 1. November 1960 in Wanzleben) war ein deutscher Maler und Graphiker.

## Leben
Bratfisch war seit etwa 1897/98 bei der Eisenbahn tätig. Nebenberuflich, es wird vermutet in Montigny, absolvierte er bis 1918 eine Ausbildung im Bereich von Malerei und Graphik. 1918/19 erfolgte seine Versetzung von Elsaß-Lothringen in das Reichsbahnausbesserungswerk Magdeburg-Salbke im Magdeburger Stadtteil Salbke. Hier war er bis zu seiner Pensionierung im Jahr 1948 beschäftigt und als Werkschreiber tätig. Zumindest Ende der 1930er Jahre lebte er in dem der Reichsbahn gehörenden Wohnhaus Hallische Straße 12.
Er wurde Mitglied der in Magdeburg ansässigen spätexpressionistischen Künstlergruppe Die Kugel. Aus dieser Phase stammen von ihm geschaffene Darstellungen von Menschen. Der sehr zurückhaltend agierende Bratfisch schuf in den 1920er und 1930er Jahren dann vor allem Ölbilder von Blumen mit Insekten. Im Jahr 1945 verlor Bratfisch durch einen Bombenangriff seine Wohnung. Mitsamt seiner Familie erfolgte eine Evakuierung nach Blumenberg. Etwas später nahm er in Wanzleben seinen neuen Wohnsitz. Der Umzug in die Magdeburger Börde vor den Toren Magdeburgs prägte nun sein Werk. Bratfisch war 1946 auf der Ausstellung der bildenden Künstler des Bezirks Magdeburg in Magdeburg mit einem Ölgemälde („Park“) vertreten.
Als Rentner erarbeitete er einen Pflanzenatlas mit 300 farbigen Darstellungen wildwachsender Pflanzen. Neben Aquarellen mit Motiven der Bördelandschaft entstanden Bleistiftzeichnungen von Dörfern der Magdeburger Börde. Dieses schon dokumentarische Werk über die Magdeburger Börde, ihre Orte, Landschaften und Pflanzen trug ihm den Beinamen Börde-Maler ein.
Er war bis zu seinem Tod 1960 künstlerisch tätig. Sein Nachlass befindet sich im Börde-Museum Burg Ummendorf.